# Thorigné-en-Charnie
Thorigné-en-Charnie es una población y comuna francesa, en la región de Países del Loira, departamento de Mayenne, en el distrito de Laval y cantón de Sainte-Suzanne.

## Demografía
| 342 | 276 | 240 | 201 | 181 | 159 |
| Para los censos de 1962 a 1999 la población legal corresponde a la población sin duplicidades (Fuente: INSEE [Consultar]) |     |     |     |     |     |